# Snowboard nos Jogos Olímpicos de Inverno de 2018 - Big air feminino
O big air feminino do snowboard nos Jogos Olímpicos de Inverno de 2018 ocorreu nos dias 19 e 22 de fevereiro no Centro de Salto de Esqui Alpensia, em Pyeongchang.

## Medalhistas
| Ouro   | AUT Anna Gasser          |
| Prata  | USA Jamie Anderson       |
| Bronze | NZL Zoi Sadowski-Synnott |

## Resultados
As 12 melhores atletas avançam para a final.

### Qualificação
| Pos. | Ordem | Atleta                   | Descida 1 | Descida 2 | Melhor | Notas |
| ---- | ----- | ------------------------ | --------- | --------- | ------ | ----- |
| 1    | 14    | AUT Anna Gasser          | 88.25     | 98.00     | 98.00  | Q     |
| 2    | 12    | JPN Yuka Fujimori        | 82.00     | 94.25     | 94.25  | Q     |
| 3    | 11    | JPN Reira Iwabuchi       | 80.00     | 92.75     | 92.75  | Q     |
| 4    | 16    | CAN Laurie Blouin        | 90.25     | 92.25     | 92.25  | Q     |
| 5    | 7     | NZL Zoi Sadowski-Synnott | 72.75     | 92.00     | 92.00  | Q     |
| 6    | 9     | USA Jamie Anderson       | 30.25     | 90.00     | 90.00  | Q     |
| 7    | 15    | JPN Miyabi Onitsuka      | 81.75     | 86.50     | 86.50  | Q     |
| 8    | 5     | SUI Sina Candrian        | 31.75     | 86.00     | 86.00  | Q     |
| 9    | 6     | USA Julia Marino         | 83.75     | 85.25     | 85.25  | Q     |
| 10   | 13    | NOR Silje Norendal       | 76.00     | 77.50     | 77.50  | Q     |
| 11   | 4     | CAN Spencer O'Brien      | 69.50     | 76.75     | 76.75  | Q     |
| 12   | 17    | USA Jessika Jenson       | 76.25     | 39.75     | 76.25  | Q     |
| 13   | 24    | AUS Jessica Rich         | 73.50     | 74.25     | 74.25  |       |
| 14   | 3     | USA Hailey Langland      | 73.00     | 29.00     | 73.00  |       |
| 15   | 19    | SUI Carla Somaini        | 70.75     | 24.75     | 70.75  |       |
| 16   | 10    | FIN Enni Rukajärvi       | 68.75     | 49.75     | 68.75  |       |
| 17   | 8     | CAN Brooke Voigt         | 67.75     | 32.00     | 67.75  |       |
| 18   | 26    | SUI Elena Könz           | 62.00     | 65.75     | 65.75  |       |
| 19   | 22    | CZE Šárka Pančochová     | 65.50     | 30.00     | 65.50  |       |
| 20   | 1     | NED Cheryl Maas          | 65.00     | 44.75     | 65.00  |       |
| 21   | 18    | OAR Sofya Fyodorova      | 64.00     | 23.25     | 64.00  |       |
| 22   | 23    | SUI Isabel Derungs       | 54.00     | 59.25     | 59.25  |       |
| 23   | 21    | SVK Klaudia Medlová      | 30.75     | 50.50     | 50.50  |       |
| 24   | 25    | JPN Asami Hirono         | 27.50     | 37.75     | 37.75  |       |
| 25   | 2     | GBR Aimee Fuller         | 25.00     | 14.25     | 25.00  |       |
| 26   | 20    | CZE Kateřina Vojáčková   | 19.00     | 10.50     | 19.00  |       |

### Final
A final foi disputada em 22 de fevereiro às 9:30.
| Pos. | Ordem | Atleta                   | Descida 1 | Descida 2 | Descida 3 | Melhor | Notas |
| ---- | ----- | ------------------------ | --------- | --------- | --------- | ------ | ----- |
| 01 ! | 1     | AUT Anna Gasser          | JNS       | 89.00     | 96.00     | 185.00 |       |
| 02 ! | 2     | USA Jamie Anderson       | 90.00     | 87.25     | JNS       | 177.25 |       |
| 03 ! | 8     | NZL Zoi Sadowski-Synnott | 65.50     | 92.00     | JNS       | 157.50 |       |
| 4    | 13    | JPN Reira Iwabuchi       | 79.75     | 67.75     | JNS       | 147.50 |       |
| 5    | 9     | SUI Sina Candrian        | JNS       | 76.25     | 64.00     | 140.25 |       |
| 6    | 5     | NOR Silje Norendal       | 70.50     | 61.00     | JNS       | 131.50 |       |
| 7    | 12    | JPN Yuka Fujimori        | 82.25     | 40.50     | JNS       | 122.75 |       |
| 8    | 7     | JPN Miyabi Onitsuka      | 78.75     | JNS       | 40.25     | 119.00 |       |
| 9    | 6     | CAN Spencer O'Brien      | 51.25     | JNS       | 62.00     | 113.25 |       |
| 10   | 4     | USA Julia Marino         | JNS       | 74.50     | 18.75     | 93.25  |       |
| 11   | 20    | USA Jessika Jenson       | JNS       | 21.50     | 19.00     | 40.50  |       |
| 12   | 10    | CAN Laurie Blouin        | JNS       | 39.25     | DNS       | 39.25  |       |

Legenda
| Recorde mundial      | Recorde mundial (World record)               |                       | Recorde africano                      | Recorde africano (African) |                                           | Q | Classificado por posição (Qualified) |
| Recorde olímpico     | Recorde olímpico (Olympic record)            | Recorde da América    | Recorde da América (Americas)         | q                          | Classificado por melhor tempo (Qualified) |   |                                      |
| Melhor marca do ano  | Melhor marca do ano (World leading)          | Recorde asiático      | Recorde asiático (Asian)              | DNS                        | Não largou (Did not start)                |   |                                      |
| Recorde nacional     | Recorde nacional (National record)           | Recorde europeu       | Recorde europeu (European)            | DNF                        | Não terminou (Did not finish)             |   |                                      |
| Recorde pessoal      | Recorde pessoal do atleta (Personal best)    | Recorde da Oceania    | Recorde da Oceania (Oceania)          | DSQ / DQ                   | Desclassificado (Disqualified)            |   |                                      |
| Recorde da temporada | Recorde da temporada do atleta (Season best) | Recorde sul-americano | Recorde sul-americano (South America) | NM                         | Sem marca (No mark)                       |   |                                      |